# Framnaes Point
Der Framnaes Point ist eine Landspitze an der Nordküste der Insel Südgeorgien im Südatlantik. Sie liegt  1,5 km südwestlich des Kap Saunders am Nordufer der Stromness Bay.
Der seit der Zeit vor 1920 etablierte Name der Landspitze, der so viel wie „vorspringende Nase“ bedeutet, stammt vermutlich von norwegischen Walfängern.